# Tioenoli

Molecola di etentiolo, il più strutturalmente semplice dei tioenoli

I tioenoli (o entioli, o ancora alchenetioli) sono composti organici affini agli enoli, caratterizzati dalla presenza di un doppio legame C=C e di un gruppo tiolico -SH direttamente legato ad uno dei due atomi di carbonio interessati nel doppio legame. La formula condensata generica è  HS-CR=CR'R'', dove R, R' e R'' rappresentano sostituenti organici di natura idrocarbutica.

## Tautomeria
I tioenoli, in opportune condizioni, vanno incontro al fenomeno della tautomeria, che nel caso specifico prende il nome di tiocheto-tioenolica, che condivide gli stessi meccanismi della tautomeria cheto-enolica. Durante la reazione i tioenoli si convertono nei tiochetoni corrispondenti fino al raggiungimento dell'equilibrio.
HS-CR=CR'R'' ⇄ S=CHR-CR'R''
Di norma entrambe le forme tautomeriche, in condizioni normali, presentano un'elevata stabilità. Affinché la reazione possa avere luogo è necessario che venga catalizzata da un ambiente alcalino o da elevate temperature.